# Taraxacum alatum
Taraxacum alatum — вид рослин з родини айстрових (Asteraceae), поширений у Європі й західному Сибіру.

## Поширення
Поширений у Європі й західному Сибіру.